# Pio Soldati
Pio Soldati (* 18. Mai 1871 in Neggio; † 10. November 1934 in Mailand) war ein Schweizer Chemiker, Apotheker, Unternehmer und Wohltäter.

## Leben
Pio Soldati war Sohn des Arztes Antonio und dessen Ehefrau Giulia geborene Rusca, Bruder von Agostino und Giuseppe. Er heiratete Maria Pia Balli, Tochter des Francesco Balli. Nach dem Gymnasium in Mendrisio und dem Collegio Papio in Ascona studierte er in Freiburg im Üechtland. Dann wanderte er nach Argentinien aus, um sich seinen Brüdern Silvio und Giuseppe anzuschliessen, die sich in Buenos Aires bereits eine Stellung geschaffen hatten, und übte seine Haupttätigkeit in der chemischen Industrie aus.
In der argentinischen Hauptstadt leitete er eines der wichtigsten pharmazeutischen Unternehmen des Kontinents, die Farmacia de la Estrella, die aus der von seinem Bruder Giuseppe verwalteten Firma Demarchi e Parodi hervorging. Er bekleidete auch verschiedene Verwaltungsposten in Finanz-, Handels- und Industriegesellschaften. Zurück im Kanton Tessin, baute er die Villa Maria Pia in Cassarina (Gemeinde Lugano). Wie seine Brüder Agostino, Giuseppe und Silvio richtete er ein Vermächtnis zugunsten wohltätiger Werke im Malcantone ein.